# Star Wars: Super Bombad Racing
Vous lisez un « bon article » labellisé en 2024.
Star Wars: Super Bombad Racing est un jeu vidéo de course se déroulant dans l'univers Star Wars développé par Lucas Learning, édité par LucasArts et distribué par Ubisoft, sorti le 23 avril 2001 en Amérique du Nord et le 25 mai 2001 en Europe sur PlayStation 2.
Le jeu met en scène plusieurs personnages de l'univers Star Wars, comme Boss Nass, Yoda, Dark Maul, Sebulba ou Dark Vador, représentés de manière humoristique dans un style super deformed, caractérisé par des têtes aux dimensions volontairement exagérées et associées à des corps de très petite taille. Le jeu fait s'affronter ces personnages dans des courses de véhicules sur des circuits situés dans différents lieux de la galaxie Star Wars. Il ne s'inscrit donc pas dans la chronologie de cet univers, ni ne possède de trame scénaristique.
Super Bombad Racing est développé par la filiale de LucasArts spécialisée dans les jeux éducatifs, Lucas Learning, qui s'essaye à cette occasion pour la première fois à la production d'un jeu entièrement tourné vers le divertissement. Les développeurs se donnent pour objectif de permettre au joueur de contrôler les personnages de la série et de revivre des courses de véhicules emblématiques. Plusieurs acteurs des films, comme Jake Lloyd, reprennent leur rôle.
Lors de sa sortie, les critiques sont très mitigées, soulignant le caractère oubliable du titre et l'absence d'intérêt d'une nouvelle licence de jeux de course dans un marché déjà saturé ; elles apprécient cependant l'aspect loufoque du jeu. A posteriori, les critiques se montrent beaucoup plus sévères envers Super Bombad Racing, qui figure régulièrement dans les rétrospectives des pires produits dérivés Star Wars, ainsi que celles des pires jeux de course. Cette mauvaise réception, combinée à des ventes décevantes, conduit à l'annulation du portage du jeu sur Macintosh et Windows, ainsi qu'à la fermeture du studio Lucas Learning.

## Trame

### Univers
L'univers de Star Wars se déroule dans une galaxie qui est le théâtre d'affrontements entre les Chevaliers Jedi et les Seigneurs noirs des Sith, personnes sensibles à la Force, un champ énergétique mystérieux leur procurant des pouvoirs psychiques. Les Jedi maîtrisent le côté lumineux de la Force, pouvoir bénéfique et défensif, pour maintenir la paix dans la galaxie. Les Sith utilisent le côté obscur, pouvoir nuisible et destructeur, pour leurs usages personnels et pour la dominer.
Pour amener la paix, une République galactique a été fondée avec pour capitale la planète Coruscant. Mais, tout au long de son existence, la République est secouée par des sécessions et des guerres. En 32 av. BY, les Jedi Qui-Gon Jinn et Obi-Wan Kenobi sont envoyés sur la planète Naboo pour résoudre pacifiquement un de ces conflits à la demande de la reine locale, Padmé Amidala. Après une escalade des tensions, seule l’issue militaire est possible, et l’alliance des deux peuples de Naboo, humains et Gungans, permet la libération de la planète.

### Personnages et technologies
Le joueur a accès à plusieurs personnages tirés du film Star Wars, épisode I : La Menace fantôme. Parmi les personnages principaux, le joueur peut incarner Obi-Wan Kenobi. Disciple de Qui-Gon Jinn, il est en partie responsable de la résolution du conflit sur Naboo et de la réconciliation entre les peuples gungan et naboo, malgré la mort de son maître. La reine Padmé Amidala est également un personnage jouable. Elle accède au trône peu avant le blocus de sa planète par la Fédération du Commerce, et grâce à l'aide des Jedi et des Gungans, elle repousse l'envahisseur,. Le joueur peut également incarner Boss Nass, le chef des Gungan, dirigeant ce peuple depuis la cité sous-marine d'Otoh Gunga. À la fois craint et respecté, il est naturellement méfiant envers les humains. Après son alliance avec la reine Amidala pour repousser l'armée de droïdes, il s'adoucit. Un autre gungan est jouable : Jar Jar Binks, un gungan maladroit initialement exilé d'Otoh Gunga,, mais réhabilité après ses efforts lors de la bataille de Naboo. Anakin Skywalker, autre personnage majeur de la saga, est également contrôlable. Dans cet opus, c'est un enfant de neuf ans, esclave sur la planète désertique Tatooïne, trouvé et libéré par Obi-Wan Kenobi et possédant un don en pilotage. Son rival principal, Sebulba, un pilote tricheur et peu scrupuleux, est lui aussi jouable,. Dark Maul, tueur de Jedi et antagoniste principal dans La Menace fantôme, est contrôlable par le joueur, tout comme Yoda, vieux et sage maître du Conseil Jedi.
Deux personnages supplémentaires, non issus de l'épisode I mais de la trilogie originale, font également leur apparition en tant que pilotes jouables : Boba Fett, le chasseur de primes responsable de la capture d'Han Solo, ainsi que Dark Vador, seigneur Sith et ancien chevalier Jedi,. Grâce à l'utilisation de codes de triche, le joueur peut également incarner un char d'assaut blindé droïde (CAB), sans toutefois qu'un pilote déformé ne dépasse du véhicule.

### Circuits
Plusieurs circuits de course inspirés de lieux emblématiques de l'univers de Star Wars sont accessibles au joueur. Ce dernier peut ainsi visiter les canyons de Tatooïne, les rues de Coruscant, le hangar du vaisseau de contrôle de la Fédération du Commerce ou les marais de Naboo,, voire des champs d'astéroïdes. Chaque planète présente ainsi différents circuits transportant le joueur dans ses différents environnements,. Les divers circuits d'une même planète sont déblocables au fur et à mesure que le joueur termine les courses. Certains circuits, comme le circuit sous-marin de la cité gungane d'Otoh Gunga, laissent une liberté totale de déplacement au joueur sur certaines portions de la course, tandis que d'autres, comme le vaisseau de contrôle droïde qui fait office de dernier circuit, proposent des tronçons de course en zéro gravité.

## Système de jeu

### Généralités
| Rendu en 3D d'un véhicule futuriste, avec deux réacteurs volumineux à l'avant.                                               |  | Rendu en 3D d'un vaisseau futuriste gris et noir, au design épuré et anguleux. |
| Le joueur utilise différents vaisseaux emblématiques de la saga Star Wars, comme les modules de course ou les chasseurs TIE. |  |                                                                                |

Star Wars: Super Bombad Racing est un jeu de course se déroulant dans l'univers de Star Wars. L'écran offre une vue à la troisième personne sur le véhicule du joueur et affiche la position de ce dernier dans le classement, le nombre de tours, l'objet obtenu, ainsi que la carte du circuit. Trois angles de caméra différents peuvent être choisis par le joueur : une vue arrière, une vue à la troisième personne, et une vue subjective. Comme dans la plupart des jeux de karts, le joueur peut se déplacer horizontalement sur la piste de course, ou verticalement grâce à un bouton de saut qui lui permet d'éviter les obstacles ou d'accéder à certaines rampes d'accélération,.
Les courses, qui se déroulent en trois tours, opposent huit pilotes. Un certain nombre de bonus sont répartis à travers les circuits, permettant au joueur d'obtenir différents avantages comme une accélération temporaire, un bouclier de protection ou des armes qui ont pour effet de ralentir les autres pilotes,. Chaque pilote possède également une capacité, des caractéristiques de conduite ainsi qu'un véhicule qui lui sont propres,,. Par exemple, Jar Jar Binks utilise sa langue pour gêner les autres coureurs, tandis qu'Obi-Wan Kenobi et Dark Maul font usage de leur sabre laser. De plus, à chaque joueur sont associées plusieurs jauges : l'une représente le champ de force, c'est-à-dire la protection du pilote, qui réduit la puissance des collisions et des impacts contre son véhicule quoiqu'elle s'affaiblisse à chaque coup ; s'y ajoute une jauge de propulsion, permettant au joueur d'accélérer. Il existe en outre dans chaque circuit un grand nombre de raccourcis, plus ou moins difficiles à trouver, qui permettent de gagner plus ou moins de temps sur le chronomètre final.
Enfin, les circuits sont parsemés d'obstacles, visant à tester l'habileté du joueur à piloter et le ralentissant en cas d'échec. Un seul niveau de difficulté est disponible.

### Modes de jeu
| Mangrove dans le brouillard |  | Constructions et habitations en terre dans le désert |
| Le joueur traversent de nombreux lieux symboliques de la saga Star Wars, comme les marais brumeux de Naboo ou les déserts de Tatooine. |  |                                                      |

Plusieurs modes de jeu sont proposés : le mode « Standard », qui oppose huit pilotes dans une série de circuits ; le mode « Équipes », qui limite le nombre de joueurs à quatre et les répartit en équipes de deux joueurs ; et le mode « Arène », où le joueur contrôle son pilote dans une arène circulaire, avec pour but d'éliminer ses adversaires grâce à différents objets et d'être le dernier pilote en vie. Dans ce dernier mode, les circuits sont différents de ceux jouables en mode « Standard » et présentent une forme circulaire. Une fois un joueur éliminé, il reste dans l'arène sous la forme d'un oiseau pouvant voler les bonus des autres joueurs afin de ralentir leur progression.
Dans le mode « Équipes », les joueurs sont répartis dans deux groupes, et le premier groupe dont l'un des membres franchit la ligne d'arrivée du circuit est déclaré gagnant. Les circuits sont les mêmes qu'en mode « Standard ».
Jusqu'à quatre participants peuvent jouer sur la même console, en écran partagé. Le joueur peut également débloquer le mode « Course inversée », qui lui donne la possibilité de parcourir les différents circuits avec un tracé inversé, comme son reflet dans un miroir,.

## Développement

### Équipe et genèse du projet
En 1996, George Lucas crée Lucas Learning, une filiale de LucasArts spécialisée dans les didacticiels à l'attention des classes et dirigée par Susan Schilling, ancienne directrice artistique du centre éducatif du Minnesota,. Le créateur de l'univers Star Wars y est néanmoins personnellement impliqué, donnant comme ligne directrice à la compagnie : concevoir des jeux non violents à visée éducative. Il s'agit du premier pas de George Lucas dans le domaine de l'éducation par le jeu,. Après avoir rencontré le succès avec plusieurs jeux de ce type, comme Star Wars Episode I : Le Nouveau Monde Gungan ou Star Wars: Droid Works, Lucas Learning décide de sortir un nouveau jeu qui soit plutôt centré sur l'aspect ludique, en s'inspirant des jeux de course populaires, comme Mario Kart 64, tout en restant dans l'univers Star Wars,. Le terme « bombad », dans le titre, provient de la langue gungane, pour rappeler l'aspect loufoque de cet opus et le lier aux différents pilotes qu'il est possible d'incarner.
Toutefois, le jeu devait également avoir une dimension éducative, le joueur incarnant Anakin Skywalker et devant construire différents modules avant de prendre part aux courses. Néanmoins, cette idée est rapidement abandonnée pendant la conception du jeu et la priorité est donnée à l'aspect « jeu de course », en raison des limites humaines et financières du projet. L'équipe de vingt personnes responsables de Star Wars: Super Bombad Racing se concentre alors sur le tracé des circuits, et le développement du titre prend une autre direction,.

### Identité graphique
L'équipe de développement décide d'exacerber l'aspect loufoque du jeu, dotant les personnages d'un physique déformé et les enfermant dans un vaisseau trop petit pour eux. Pour Mark Polcyn, directeur marketing chez Lucas Learning, le style volontairement exacerbé et humoristique du titre est un parti pris du studio, pour plaire à un public plus jeune, tout en gardant en vue les fans plus assidus, avec les différents modes de jeu proposés. Il insiste également sur l'attention portée par le studio à développer un jeu qui plaît à toute la famille. Les dessins préparatoires sont réalisés par Francis Hsu, qui propose les premiers croquis dans un style super deformed, inspiré des séries d'animations japonaises. Si les producteurs sont tout d'abord décontenancés, ils acceptent les croquis préparatoires. La direction du titre s'oriente alors vers un aspect plus parodique. L'équipe de développement réutilise certains designs de ses précédents jeux, le véhicule de Boss Nass étant un vaisseau spécialement crée pour le titre Star Wars Episode I : Le Nouveau Monde Gungan.
Michael McCormick, responsable du projet, et auparavant responsable d'autre jeux Lucas Learning, cherche également à faire correspondre l'intelligence artificielle des pilotes contrôlés par la console à leur personnalité dans les films. Ainsi, Jar Jar Binks est meilleur dans les marais de Naboo, tandis que Boss Nass, s'il est contrôlé par la console, utilise les meilleurs raccourcis sur le circuit d'Otoh Gunga, la cité sous-marine gungane.

### Musique et doublages

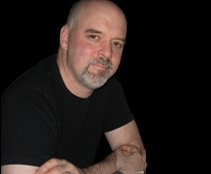
Peter McConnell, le compositeur du jeu, en 2010.

La bande-son du jeu est composée par Peter McConnell, déjà responsable de l'orchestration de plusieurs jeux Star Wars comme Star Wars Episode I: Racer, Star Wars: Shadows of the Empire, Star Wars: X-Wing Alliance ou Star Wars Jedi Knight: Dark Forces II,, mais également d'autres titres de LucasArts, comme Grim Fandango,. Familier de la reprise des thèmes crées par John Williams, il applique le même style super deformed aux morceaux déjà existants, afin de rendre l'aspect cartoon et satirique du titre jusque dans sa bande-son, notamment avec des notes de musique polka. Des morceaux exclusifs sont également enregistrés, notamment pour les menus et les niveaux du mode « Arène ». Les crédits du jeu ont eux aussi droit à une réinterprétation carnavalesque des crédits des films, pour coller à l'ambiance de Star Wars: Super Bombad Racing.
Plusieurs personnages du jeu sont doublés par leurs interprètes originaux, à l'instar d'Anakin Skywalker et Jar Jar Binks, respectivement interprétés par Jake Lloyd et Ahmed Best. Pour les autres personnages, Clint Bajakian, également superviseur des effets sonores du titre, se charge de doubler les quelques répliques des personnages.

## Accueil

### Promotion et commercialisation
Début mai 2000, plusieurs informations fuitent dans la presse spécialisée, dévoilant le développement d'un jeu de course basé sur l'univers Star Wars, plus spécifiquement sur le premier opus de la saga : Star Wars, épisode I : La Menace fantôme.
Pour promouvoir le jeu, LucasArts organise plusieurs évènements, notamment à San Francisco, orientés vers un public jeune, avec pour but de faire découvrir le titre,. Après une période de développement de 18 mois, Star Wars: Super Bombad Racing est officiellement dévoilé lors de la septième édition du salon de l'E3,. Le jeu est également disponible dans une version de démonstration lors de ce salon, afin de faire découvrir le titre aux journalistes et au grand public.
Le jeu sort en Amérique du Nord le 23 avril 2001, puis en Europe le 25 mai 2001.

### Critiques
Star Wars: Super Bombad Racing reçoit un accueil mitigé lors de sa sortie, la presse spécialisée critiquant le caractère très oubliable et sans intérêt d'une nouvelle licence de jeux de course dans un marché déjà saturé, mais appréciant l'aspect loufoque du jeu. En décembre 2023, celui-ci a une note moyenne de 71 % sur l'agrégateur de notes Metacritic sur la base de 21 critiques, ainsi que la note moyenne de 61,62 % sur l'agrégateur GameRankings, cette fois sur la base de 33 critiques.
Valérie Précigout, de la rédaction du site français spécialisé Jeuxvideo.com, apprécie l'aspect coloré des niveaux et celui, humoristique, des personnages. Similairement, les thèmes musicaux sont jugés « assez fun », quoiqu'ils « ne reprennent pas suffisamment ceux de la saga ». Cette critique est partagée par le journaliste du site américain spécialisé AllGame, qui apprécie le rendu coloré des circuits et les réadaptations des thèmes de John Williams, qui correspondent selon lui avec l'aspect « carnavalesque » du titre. PSX Extreme trouve au contraire que les musiques sont « brouillonnes, donnant un aspect désordonné au jeu une fois couplé à tous les autres bruitages ». GameZone ne partage pas cet avis, estimant que « la musique, bien que simple, rend bien l'aspect festif du jeu » et loue la direction artistique prise par le titre, jugeant le rendu des personnages « très mignon ».
La rédaction du site américain spécialisé Game Revolution loue le level design des niveaux, remplis de raccourcis et d'évènements venant pimenter la course. Similairement, la rédaction de GameSpot félicite l'ingéniosité du tracé des différents circuits, jugeant « stimulant de trouver tous les raccourcis et le chemin le plus rapide », une critique partagée par la rédaction du site français spécialisé Gamekult. À l'inverse, la rédaction du site polonais spécialisé PSX Extreme juge les tracés « confus ».
Côté gameplay, la rédaction de Jeuxvideo.com vante un système de jeu « plus riche qu'il n'y paraît, mais jamais réellement agréable ». Todd Terwilliger, pour AllGame, déplore l'aspect « trop lisse » d'un jeu de course « très classique et ne profitant pas assez des spécificités des jeux de karts ou de l'univers Star Wars ». Il critique également le mode de jeu « Arène », qui encourage les joueurs à se cacher et à attendre le moment opportun pour frapper, là où le mode de jeu est censé favoriser le combat. Cette opinion est partagée par David Smith, du site spécialisé IGN, pour qui les niveaux d'arène sont bien trop larges, mais qui apprécie l'utilisation des environnements 3D, félicitant certains choix de design et de conception des circuits. Shahed Ahmed, journaliste pour le site spécialisé américain GameSpot, apprécie la diversité des personnages proposés, mais regrette la faible utilité des différents bonus disséminés sur les circuits, la majorité n'ayant « aucun impact sur la course ». Il déplore également des contrôles instables, ainsi qu'une grande répétitivité. Le site français Gamekult, dans sa critique du titre, est du même avis, et regrette que « la maniabilité [soit] très particulière, l'inertie et la lenteur de l'animation conférant au jeu un petit côté soporifique ». En revanche, le site spécialisé GameZone loue « l'intuitivité des contrôles », ainsi qu'une « excellente rejouabilité ».
Todd Terwilliger, d'AllGame, considère néanmoins que le jeu conserve un potentiel d'amusement, et que Star Wars: Super Bombad Racing reste une expérience sympathique de jeu festif entre amis dans l'univers Star Wars. Game Revolution recommande également d'y jouer entre amis, la durée de jeu du titre étant relativement faible pour un joueur unique, un reproche que fait également le site français Gamekult. Le magazine américain spécialisé Game Informer estime cependant que la rejouabilité du titre est « relativement faible » et qu'il est « ennuyeux et sans aucune inventivité ». Pour la rédaction de GamePro, le jeu, sa difficulté et sa rejouabilité sont adaptés à un public très jeune, qui correspond à la cible commerciale de Star Wars: Super Bombad Racing.

## Postérité

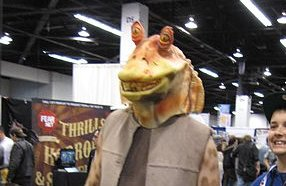
Parmi les principales critiques apportées au jeu, beaucoup regrettent la surutilisation des ajouts impopulaires de la prélogie, comme le personnage de Jar Jar Binks.

Le succès relatif de Star Wars: Super Bombad Racing à sa sortie ne permet néanmoins pas son portage sur d'autres plateformes, malgré un développement quasi terminé pour Windows et Macintosh,. Cette décision est justifiée par la volonté du studio Lucas Learning de se spécialiser dans les produits éducatifs directement livrés dans les écoles, en abandonnant le marché privé. Jane Boston, cadre du studio, annonce même que Star Wars: Super Bombad Racing sera le dernier jeu publié par le studio,. Un portage était également prévu pour la console Dreamcast, mais est abandonné lui aussi.
Malgré des critiques correctes à sa sortie, Star Wars: Super Bombad Racing est a posteriori considéré comme l'un des pires produits dérivés de la franchise Star Wars. Considéré comme l'aboutissement du mercantilisme et de l'exploitation abusive de la saga, il est également très critiqué pour la piètre qualité de son gameplay. Lors d'une rétrospective consacrée aux jeux de courses, Henry Gilbert, du site américain spécialisé GamesRadar+, place Star Wars: Super Bombad Racing sur le podium des jeux de courses les plus oubliables de l'histoire du jeu vidéo, critiquant notamment le style artistique, ainsi que le choix de faire se dérouler ce jeu de course dans l'univers de la prélogie. Le jeu est également cité dans une rétrospective des pires jeux Star Wars rédigée par le site spécialisé IGN, qui trouve le titre « stupide », tandis que la rédaction de Game Informer le considère comme le deuxième pire jeu issu de la saga Star Wars jamais sorti. Similairement, le site brésilien spécialisé Voxel (pt) place Star Wars: Super Bombad Racing dans son classement des pires jeux dérivés de la franchise, le jugeant « très ennuyeux et sans inspiration ».